# Обсерваторія Піч-Маунтін
Обсерваторія Піч-Маунтін (англ. Peach Mountain Observatory, PMO) — астрономічна обсерваторія у США, керована Університетом Мічигану. Вона розташована біля села Декстер, штат Мічиган, приблизно в 20 км на північний захід від Анн-Арбор. Вона була відкрита у 1955 році і використовується для досліджень, навчання та аматорських спостережень.
Інші обсерваторії, якими керував Університет Мічигану, включали Детройтську обсерваторію (Енн-Арбор, Мічиган, 1854), обсерваторію Енджелл-Голл (Енн-Арбор, Мічиган, 1927), обсерваторію Ламонта-Гассі (Південна Африка, 1928), обсерваторію МакМата-Галберта (Лейк- Андгелус, Мічиган, 1930) і обсерваторія Портедж-Лейк (Декстер, Мічиган, 1948).

## Телескопи
- 26-метровий радіотелескоп Піч-Маунтін — це параболічний рефлектор, побудований у 1958 році на кошти, надані Управлінням військово-морських досліджень[en] ВМС США. З середини 1960-х років він зосередився на моніторингу яскравості та поляризації активних позагалактичних об'єктів у радіодіапазоні[1]. Використання телескопа припинилося після 2010 року[2].
- 60-сантиметровий телескоп Мак-Мата-Галберта був побудований у 1940 році та встановлений у сусідній обсерваторії МакМата-Галберта[en][3]. Він був демонтований у 1958 році, а потім знову встановлений у новій будівлі в обсерваторії Піч-Маунтін у 1959 році[4]. Університет Мічигану припинив використання телескопа в 1979 році та передав контроль над ним своєму університетському аматорському астрономічному клубу «University Lowbrow Astronomers» (приблизний переклад цієї жартівливої назви — «університетські малоосвічені астрономи»)[2].
- 8,5-метровий радіотелескоп був завершений у 1956 році, але не використовувався протягом десятиліть[5]. Будівля управління телескопом продовжує використовуватися кафедрою астрономії Університету Мічигану[2].